# Arnfinn Heje
Arnfinn Heje (26 de outubro de 1877 — 29 de janeiro de 1958) foi um velejador norueguês, campeão olímpico. Ele competiu nos Jogos Olímpicos de Verão de 1912 na classe 12 Metre e conquistou a medalha de ouro na disputa a bordo do Magda IX com Johan Anker, Eilert Falch-Lund, Halfdan Hansen, Magnus Konow, Nils Bertelsen, Alfred Larsen, Petter Larsen, Christian Staib e Carl Thaulow. Ele completou seus estudos na Trondhjems Tekniske Læreanstalt e desde 1914 foi diretor da fábrica de margarina Agra em Oslo.